# Be Somebody
Be Somebody — сингл британського рок-гурту The Enemy. Сингл вийшов 28 вересня 2009 року. Сингл посів 193 місце у чарті UK Singles Chart. Також дана пісня є саундтреком до гри FIFA 10. 2009 року було знято відеокліп до пісні. Це була LIVE-версія відео під час одного з концертів гурту, зняте з ефектом чорно-білого кольору. 